# Internace
Internace je pojem, který v plném významu označuje nucené uvěznění osoby a její držení na určitém místě nebo na omezeném prostoru po určitou dobu; zpravidla z politických, náboženských, etnických či jiných společenských příčin. Internace jsou prováděny do různých internačních zařízení respektive internačních táborů různých typů (zajatecký tábor, koncentrační tábor, imigrační komplex, klasická věznice, odlehlý ostrov, sportovní stadion, městské ghetto apod.). Internováni však mohou být i nežádoucí imigranti případně jiné nežádoucí osoby na území státu.

## V mezinárodním právu
V mezinárodním právu je internací nazýván stav, kdy v době války mezi dvěma státy dojde k omezení svobodného pohybu (spojené popřípadě s omezením dalších osobních svobod) u občanů nepřátelského státu. Postup při internaci a práva internovaných osob upravují Ženevské úmluvy na ochranu obětí války. Příkladem je například omezení pohybu osob japonské národnosti po území USA během druhé světové války (viz Americké internační tábory pro Japonce), jednalo se tehdy i o zvláštní internaci, jež – údajně z bezpečnostních důvodů – zahrnovala i řádné státní příslušníky Spojených států amerických.

## V českém právu
V Česku zajišťuje svobodu pohybu a pobytu listina základních práv a svobod ve svém článku 14. Tentýž článek stanovuje, že omezit tyto svobody je možné pouze v mimořádných situacích a pouze zákonem. Tím je například zákon o zajišťování obrany České republiky, který v § 53 mimo jiná omezení nařizuje za stavu ohrožení státu nebo válečného stavu pobývat v přikázaném místě, přičemž místní, osobní a časovou působnost tohoto opatření nařizuje vláda.

## Příklady internací
- internace Karla Havlíčka Borovského v Brixenu
- internace Napoleona Bonaparte na ostrově Svatá Helena
- internace válečných zajatců v zajateckých táborech během první i druhé světové války
- internace Židů za druhé světové války v městských ghettech (například Terezín, Varšava, Lodž) či v koncentračních táborech (viz holokaust)
- internace etnických Japonců civilistů v koncentračních táborech zřízených režimem ve Spojených státech amerických za 2. světové války.
- v době komunistického režimu v Československu
  - internace biskupů[4] a kněží katolické církve[5]
  - internace řeholníků katolické a řeckokatolické církve v internačních klášterech, přeškolovacích střediscích a táborech nucených prací
  - internace řeholnic v internačních klášterech